# Saneczkarstwo na Zimowych Igrzyskach Olimpijskich 1994
Saneczkarstwo na Zimowych Igrzyskach Olimpijskich 1994 odbyło się w dniach 13 – 16 lutego 1994 roku na torze Hunderfossen. Zawodnicy walczyli w jedynkach kobiet i mężczyzn oraz dwójkach mężczyzn.

## Wyniki

### Jedynki mężczyzn
| Miejsce | Zawodnik           | Reprezentacja     | Czas     |
| ------- | ------------------ | ----------------- | -------- |
| złoto   | Georg Hackl        | Niemcy            | 3:21,571 |
| srebro  | Markus Prock       | Austria           | 3:21,584 |
| brąz    | Armin Zöggeler     | Włochy            | 3:21,833 |
| 4.      | Arnold Huber       | Włochy            | 3:22,418 |
| 5.      | Wendel Suckow      | Stany Zjednoczone | 3:22,424 |
| 6.      | Norbert Huber      | Włochy            | 3:22,474 |
| 7.      | Gerhard Gleirscher | Austria           | 3:22,569 |
| 8.      | Jens Müller        | Niemcy            | 3:22,580 |
| 9.      | Albert Diemczenko  | Rosja             | 3:22,627 |
| 10.     | Markus Schmidt     | Austria           | 3:23,114 |

### Dwójki mężczyzn
| Miejsce | Zawodnicy                            | Reprezentacja     | Czas     |
| ------- | ------------------------------------ | ----------------- | -------- |
| złoto   | Kurt Brugger Wilfried Huber          | Włochy            | 1:32,053 |
| srebro  | Hansjörg Raffl Norbert Huber         | Włochy            | 1:32,239 |
| brąz    | Stefan Krauße Jan Behrendt           | Niemcy            | 1:32,298 |
| 4.      | Mark Grimmette Jonathan Edwards      | Stany Zjednoczone | 1:32,649 |
| 5.      | Chris Thorpe Gordy Sheer             | Stany Zjednoczone | 1:32,810 |
| 6.      | Ion Apostol Liviu Cepoi              | Rumunia           | 1:33,134 |
| 7.      | Albert Diemczenko Aleksiej Zielenski | Rosja             | 1:33,257 |
| 8.      | Bob Gasper Clay Ives                 | Kanada            | 1:33,299 |
| 8.      | Ihor Urbanski Andrij Muchin          | Ukraina           | 1:33,451 |
| 10.     | Tobias Schiegl Markus Schiegl        | Austria           | 1:33,947 |

### Jedynki kobiet
| Miejsce | Zawodniczka          | Reprezentacja | Czas     |
| ------- | -------------------- | ------------- | -------- |
| złoto   | Gerda Weissensteiner | Włochy        | 3:15,517 |
| srebro  | Susi Erdmann         | Niemcy        | 3:16,276 |
| brąz    | Andrea Tagwerker     | Austria       | 3:16,652 |
| 4.      | Angelika Neuner      | Austria       | 3:16,901 |
| 5.      | Natalie Obkircher    | Włochy        | 3:16,937 |
| 6.      | Gabriele Kohlisch    | Niemcy        | 3:17,197 |
| 7.      | Irina Gubkina        | Rosja         | 3:17,198 |
| 8.      | Natalija Jakuszenko  | Ukraina       | 3:17,378 |
| 9.      | Anna Orlova          | Łotwa         | 3:17,487 |
| 10.     | Doris Neuner         | Austria       | 3:17,826 |